# Bouzon-Gellenave
Bouzon-Gellenave è un comune francese di 194 abitanti situato nel dipartimento del Gers nella regione dell'Occitania.

## Società

### Evoluzione demografica
Abitanti censiti